# Medalla y Premio Bragg
La medalla y premio Bragg fue instituido por el Consejo de Administración del Instituto de Física y la Sociedad de Física del Reino Unido en 1965.
El primer premio se concedió en 1967. La medalla lleva el nombre de Sir Lawrence Bragg, que tenía una reputación internacional para la divulgación y la enseñanza de la física.
La adjudicación se hace por una significativa contribución a la educación en la física y para ampliar la participación en ese campo. La medalla es de bronce y está acompañada por un premio de 1.000 libras y un diploma.

## Premiados
- 1967 Donald McGill (póstumo)
- 1969 John Logan Lewis
- 1971 George Robert Noakes
- 1973 Jon Michael Ogborn y Paul Joseph Black
- 1975 William Albert Coates
- 1977 Edward John Wenham
- 1979 Margaret Maureen Hurst
- 1981 Geoffrey Edward Foxcroft
- 1983 Charles Alfred Taylor
- 1985 Eric Malcolm Rogers
- 1986 Wilfred Llowarch
- 1987 James Turnbull Jardine
- 1988 Anthony P French
- 1989 J. Goronwy Jones
- 1990 John Marden Osborne
- 1991 Kevin William Keohane
- 1992 J. Colin Siddons
- 1993 Christopher Anthony Butlin
- 1994 Cyril Isenberg
- 1995 Bryan Reginald Chapman
- 1996 Brenda Margaret Jennison
- 1997 Timothy David Robert Hickson
- 1998 Maurice George Ebison
- 1999 Averil Mary Macdonald
- 2000 Frank Russell Stannard
- 2001 George Marx
- 2002 Robert Lambourne y Michael Harry Tinker
- 2003 Ian Lawrence
- 2004 Elizabeth Swinbank
- 2005 Ken Dobson
- 2006 Derek Raine
- 2007 Philip Britton
- 2008 Robin Millar
- 2009 Becky Parker
- 2010 Peter Campbell
- 2011 Philip Harland Scott
- 2012 Katherine Blundell
- 2013 Bob Kibble
- 2014 Peter Vukusic
- 2015 Paula Chadwick